# Put and take

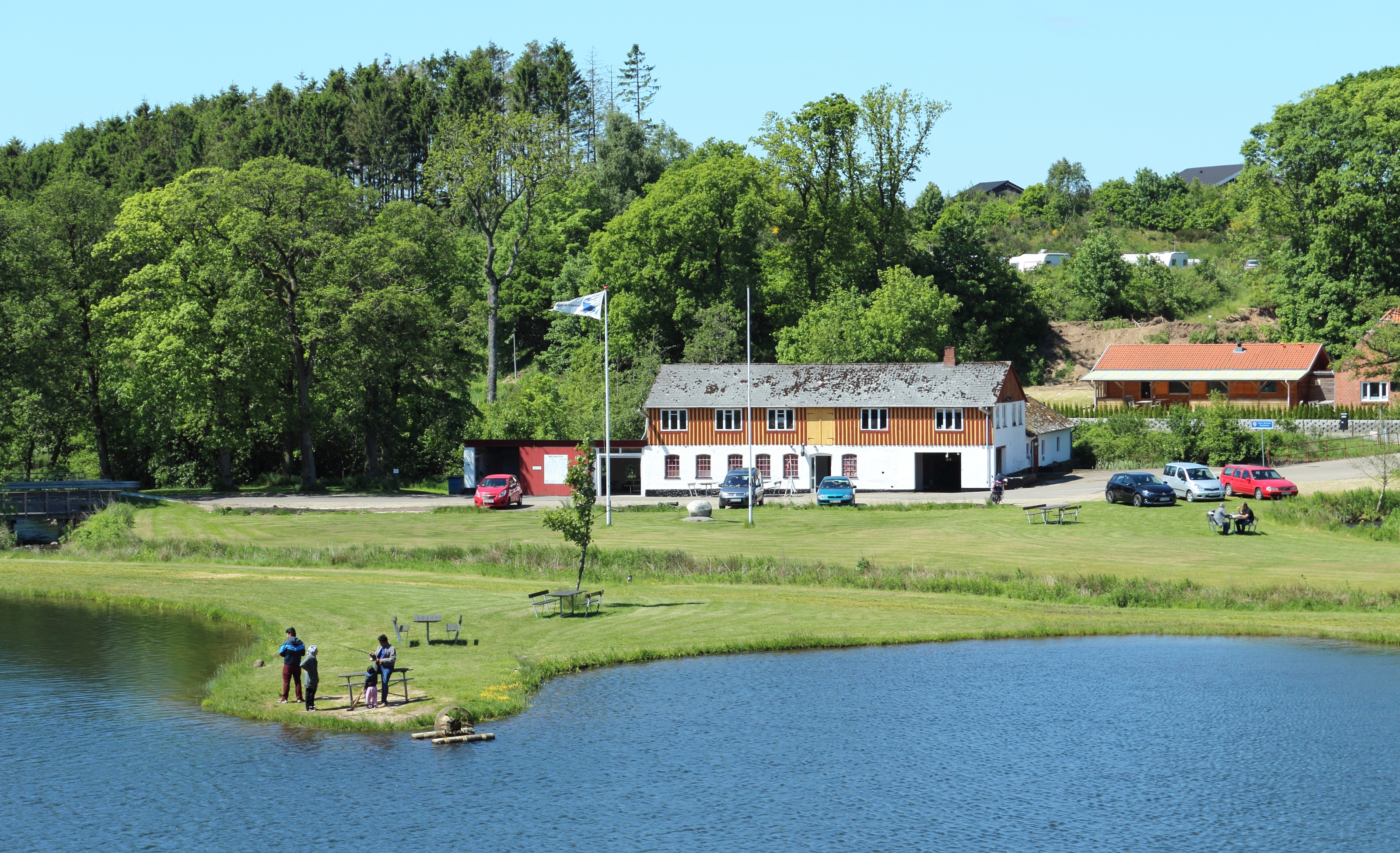
Put and take meertje

Put and take's zijn bedrijven met visvijvers op het platteland van Denemarken waarin men tegen betaling voor een beperkte tijd kan vissen. In de vijvers zit meestal (regenboog)forel, maar om de kwaliteit van het water in stand te houden, kunnen er ook andere vissoorten rondzwemmen. De put and take's in Denemarken zijn meestal goed ingepast in het landschap en liggen beschut. De vis kan door de eigenaar van de put and take zelf worden gekweekt, maar vaak worden de forellen bij een kweker gekocht en volgroeid in de vijver uitgezet.

## Aassoorten
Om de vis te vangen zijn er verschillende soorten aas zoals: 
- Powerbait
- Kunstaas
- Vliegvissen
- Wormen

Bij een put and take zijn niet altijd alle aassoorten toegelaten, iedere ondernemer kan eigen regels opleggen.